# 8944 Ortigara
8944 Ortigara è un asteroide della fascia principale. Scoperto nel 1997, presenta un'orbita caratterizzata da un semiasse maggiore pari a 3,1248009 UA e da un'eccentricità di 0,1210697, inclinata di 0,79943° rispetto all'eclittica.
Il nome dell'asteroide è dedicato al Monte Ortigara:

Mount Ortigara, located near the Asiago Astrophysical Observatory, is one of the highest peaks in the Asiago Tableland and was the location of one of the most famous and bloodiest alpine battles of World War I.